# Wibke Bruhns
Wibke Gertrud Bruhns z domu Klamroth (ur. 8 września 1938 w Halberstadt, zm. 20 czerwca 2019 w Hamburgu) – niemiecka dziennikarka i pisarka. W 1971 roku jako pierwsza kobieta przedstawiła wiadomości w niemieckiej telewizji publicznej. Była dziennikarką dla kilku stacji telewizyjnych i korespondentką dla magazynu Stern w Jerozolimie i Waszyngtonie. Była także prelegentką na Expo 2000.
O swoich wspomnieniach napisała w trzech książkach: o swoim czasie jako korespondentce w Izraelu, biografię jej ojca, Hansa Georga Klamrotha, który został stracony przez nazistów, oraz autobiografię, obejmującą wydarzenia polityczne dziesięcioleci.

## Życiorys
Wibke Bruhns urodziła się 8 września 1938 roku w Halberstadt w rodzinie kupieckiej. Jej matka musiała sama wychowywać pięcioro dzieci i w 1949 roku wstąpiła do służby dyplomatycznej Republiki Federalnej. Bruhns dorastała w Sztokholmie, Berlinie i Londynie, gdzie uczęszczała do szkół z internatem. Bruhns ukończyła liceum w Berlinie, następnie uzyskała dyplom z historii i polityki na Uniwersytecie w Hamburgu.
Bruhns przerwała staż w „Bild” w 1961 roku, ponieważ nie zgodziła się z jednym z nagłówków w nim zamieszczonych.
Wyjechała do Jerozolimy w 1979 roku; od 1984 r. relacjonowała z Waszyngtonu. Po powrocie do Niemiec prowadziła talk show Drei vor Mitternacht w WDR z Giselą Marx, zanim wróciła do wiadomości w 1993 roku. W 1995 została szefową kultury w Ostdeutscher Rundfunk Brandenburg, pracowała tam do 1998.
Jej pierwsza książka nosi tytuł „Mein Jerusalem” (Moja Jerozolima) (1982).
Jej druga książka, „Meines Vaters Land”, to biografia jej ojca, oparta na listach między nią a ojcem, a także na zdjęciach rodzinnych. Książka opublikowana w 2004 roku wywołała wiele dyskusji. Została przetłumaczona na język angielski w 2007 roku i opublikowana w 2008 roku.
Jej praca jako prezenterki wiadomości wywoływała poważne protesty. Wielu widzów domagało się, aby Bruhns zajęła się mężem i dziećmi. Feministki i związkowczynie okrzyknęły ją zaś bohaterką.
W 1989 roku Bruhns otrzymała nagrodę Egona Erwina Kischa za reportaż o USA i o wojnie w Wietnamie.
W 2006 roku otrzymała Literacką Nagrodę im. Friedricha Schiedla. W 2007 roku otrzymała nagrodę Hedwig-Dohm-Urkunde od Stowarzyszenia Dziennikarek.
Zmarła w wieku 80 lat w Hamburgu. Do śmierci pracowała jako niezależna pisarka.